# Ångström
Az ångström (vagy angström, rövidítve Å) egy hosszúság-mértékegység.
Korábban főként az atomok és kémiai kötések méretének, illetve a fény hullámhosszának kifejezésére használták. 2019-ig mind a Nemzetközi Súly- és Mértékiroda (BIPM), mind az Egyesült Államok Nemzeti Szabványügyi és Technológiai Intézete (NIST) SI-kompatibilis mértékegységként tekintett az Angström-re, de soha nem volt része az SI mértékegységrendszerének, ma már használata kerülendő. Nevét Anders Jonas Ångström (1814–1874) svéd fizikusról kapta.
Egy ångström a nanométer tizedrésze, a méter tízmilliárdod része:
1 Å = 1×10−10 m = 100 pm = 0,1 nm
10 Å = 1 nm